# Villa Mariani (Bordighera)
La villa Mariani est située au 5 de la via Fontana Vecchia à Bordighera sur la Riviera ligure en Italie.

## Histoire
La villa Pompeo Mariani est née sous la forme d’un cottage commissionné en 1885 par la comtesse Fanshawe. Elle avait en effet demandé à l’architecte Charles Garnier de lui construire un édifice sur la colline de Bordighera. 
Pompeo Mariani achète la propriété en 1909 et il demande à ses amis l’architecte Rodolfo Winter, fils de Ludovic Winter et l’architecte Luigi Broggi (it), qui travaillera après à Villa Margherita, d’agrandir l’édifice. 
La villa va être agrandie jusqu’à posséder une surface de 600 m2. Les intérieurs sont encore visibles dans leur intégralité, ils ont été créés par l’ébéniste de renommée Eugenio Quarti, par Giovanni Lomazzi et le maître forgeron Alessandro Mazzucotelli qui réalisa une de ses plus belles balustrades en 1911 sur le côté sud de la villa. 
L'atelier de l'artiste, La Specola, a été réalisé en 1911 dans le jardin de la villa par l'architecte et ami de toujours, Rodolfo Winter. Mariani voulait un grand atelier pour pouvoir peindre et accueillir ses nombreuses collections d’art, notamment des tapis, des carreaux de porcelaine, des armes anciennes, etc. La technique de construction, très moderne pour l’époque, prévoyait de creuser des fondations très profondément dans la roche en insérant des structures métalliques pour mieux supporter le poids d’éventuels étages supérieurs. Les caves et le laboratoire auront une très belle vue sur la mer et beaucoup de lumière. Le grand atelier, qui se trouve au rez-de-chaussée, fait 250 m2, avec un plancher en bois et grandes fenêtres latérales augmentées d'une grande verrière haute qui, munie de rideaux, permet de moduler la lumière. Tout au fond de l’atelier il y a une sorte d’abside dans lequel a été placée une grande cheminée française en grès du XVIIIe siècle.
Dans le petit salon à la droite de l’entrée il y a une bibliothèque de Eugenio Quarti et une grande table de travail en acajou qui faisait partie d’un voilier anglais du XIXe siècle. L’atrium et l’atelier sont séparés par une grande baie vitrée qui est décorée par des lampes de Giovanni Lomazzi. 
À l'extérieur, au-dessus de la porte d'entrée, se trouve une belle grille en fer forgé de Mazzucotelli, on y remarque aussi un pinacle de la cathédrale de Milan sur le côté gauche et une belle lampe sur le côté droit.
En 1998 la dernière descendante de Mariani, Stefania Scevka décida de vendre la villa à un grand passionné, Carlo Bagnasco. Après une restauration complète, qui a duré près de deux ans, menée en étroite collaboration avec le Sovrintedenza pour le patrimoine architectural de la Ligurie, Bagnasco a pu reconstituer l’atelier de l’artiste. Carlo Bagnasco avait aussi fait des recherches personnelles pour trouver du matériel original et d’anciennes photos, de façon à être le plus fidèle possible.
La Specola est devenue le siège officiel de la Fondazione Pompeo Mariani, qui expose en permanence des œuvres de Pompeo Mariani, mais on peut aussi y admirer les œuvres de Mosè Bianchi, Giuseppe Allosia, Arnaldo Esposto et Giannetto Fieschi.
Depuis 2008 villa Mariani fait partie de l’Associazione Dimore Storiche Italiane, et elle est une de 900 maisons d’artistes encore visitables.

## Les jardins
Les jardins sont d’une remarquable beauté car ils faisaient partie des Jardins Moreno. Ils ont une surface d’environ un hectare et, comme il arrive souvent à Bordighera, les espèces sont très anciennes. Encore aujourd'hui, on peut admirer des palmiers, des orangers, des mandariniers, des citronniers et environ 80 oliviers qui ont entre 200 et 400 années. Le jardin est aussi décoré par des petites fontaines de qualité qui sont actuellement étudiées pour en déterminer l’origine.
À l’intérieur du jardin se trouve La Specola, l’atelier du peintre.

## Curiosité
Claude Monet visita le jardin de Pompeo Mariani et réalisa même des tableaux. Dans une lettre du 5 février 1884, il écrivait : « un jardin comme ça, c’est indescriptible, c’est pure magie, toutes les plantes du monde poussent là dans le pays, et sans paraître soignées. »

## Galerie photographique

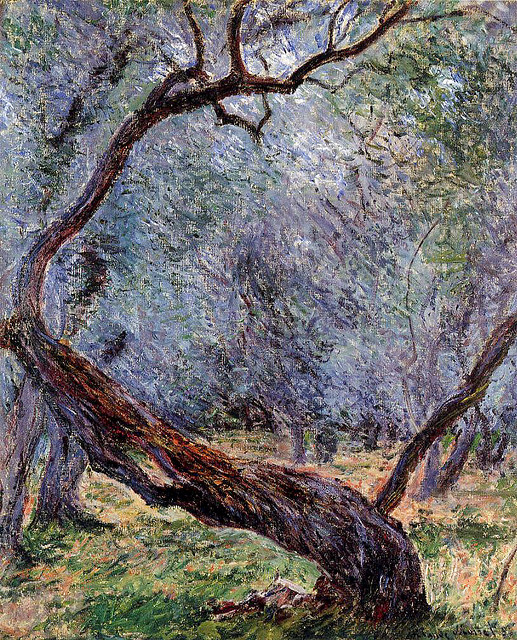
"Studio di ulivi" Claude Monet, 1884. Gli ulivi sono ancora presenti nel giardino di Villa Mariani.
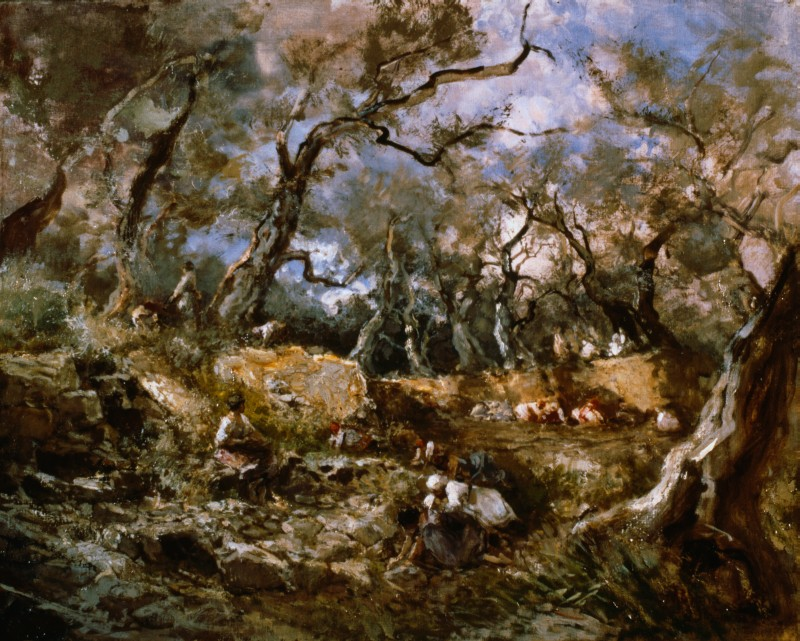
La raccolta delle olive a Bordighera, Pompeo Mariani, 1917.